# Nordische Badmintonmeisterschaft 1968
Die Nordische Badmintonmeisterschaft 1968 fand vom 16. bis zum 17. November 1968 in Kopenhagen statt. Es war die siebente Auflage dieses internationalen Badmintonwettbewerbs der skandinavischen Staaten.

## Finalresultate
| Disziplin    | Sieger                                     | Finalist                    | Ergebnis          |
| ------------ | ------------------------------------------ | --------------------------- | ----------------- |
| Herreneinzel | Erland Kops                                | Svend Pri                   | 15–10, 15–10      |
| Dameneinzel  | Jette Føge                                 | Ulla Strand                 | 12–9, 12–10       |
| Herrendoppel | Svend Andersen Per Walsøe                  | Henning Borch Erland Kops   | 15–12, 15–4       |
| Damendoppel  | Anne Flindt Pernille Mølgaard Hansen       | Ulla Strand Karin Jørgensen | 15–6, 15–11       |
| Mixed        | Poul-Erik Nielsen Pernille Mølgaard Hansen | Elo Hansen Karin Jørgensen  | 15–10, 7–15, 15–9 |